# The Journey's End
The Journey's End è un film muto del 1921 scritto, diretto e prodotto da Hugo Ballin.

## Trama
Un'orfana, cresciuta in un convento a Roma, scrive allo zio che vive negli Stati Uniti chiedendogli di poter tornare a casa. Quando però scopre le condizioni di vita in Pennsylvania che lei trova intollerabili, la ragazza accetta di sposare un operaio. Dal matrimonio tra i due nasce una bambina. Dopo qualche anno, il proprietario della fabbrica si reca in casa dell'operaio per parlare di lavoro. La donna, affascinata dai suoi modi cortesi che cozzano con la vita rozza a cui è abituata, si innamora di lui ma, piuttosto che cedere alla tentazione, si allontana insieme alla figlioletta. Il marito si rende conto che lei ama l'altro e, quando un altro operaio muore in un incidente, scambia la propria identità con quella del morto e se ne va via, lasciando la moglie libera di sposare l'uomo che ama. L'uomo si reca a Roma, chiudendosi in un convento per cercare di dimenticare.
Il proprietario della fabbrica e la donna si sono sposati: come viaggio di nozze, si recano a Roma. Lì, incontrano il marito di lei. L'operaio, messo di fronte alla coppia, muore di crepacuore.

## Produzione
Il film fu prodotto dalla Hugo Ballin Productions.

## Distribuzione
Distribuito dalla W.W. Hodkinson, il film uscì nelle sale cinematografiche USA il 17 luglio 1921 dopo essere stato presentato in prima a New York il 16 luglio